# 430
430 (CDXXX) fue un año común comenzado en miércoles del calendario juliano, en vigor en aquella fecha.
En el Imperio romano, el año fue nombrado el del consulado de Teodosio y Valentiniano, o menos comúnmente, como el 1183 Ab urbe condita, adquiriendo su denominación como 430 a principios de la Edad Media, al establecerse el anno Domini.

## Acontecimientos
- Los vándalos, liderados por Genserico, asedian Hipona, donde muere San Agustín.
- Los suevos intentan extender su territorio fuera de Galicia.[1]
- Patricio de Irlanda llega a Irlanda.
- Pedro el Ibérico funda un monasterio georgiano cerca de Belén.
- Gala Placidia ordena la construcción de su mausoleo en Ravena, que guarda los mosaicos mejor conservados del siglo V.[2]

## Nacimientos
- Julio Nepote, emperador romano.
- Anastasio I, emperador de Bizancio.

## Fallecimientos
- 28 de agosto: San Agustín de Hipona, teólogo.
- Octar, rey de los hunos.